# Ганс Шмідт (генерал-лейтенант)
Ганс Шмідт (нім. Hans Schmidt; 14 березня 1895, Байройт — 28 листопада 1971, Вайден) — німецький воєначальник, генерал-лейтенант вермахту. Кавалер Лицарського хреста Залізного хреста.

## Біографія
10 серпня 1914 року поступив на службу в Баварську армію. Учасник Першої світової війни. Після демобілізації армії залишений у рейхсвері. Як командир 3-го батальйону 41-го піхотного полку взяв участь у Польській кампанії. З січня 1940 року — командир 46-го піхотного полку. Через кілька тижнів переведений у резерв фюрера. З квітня 1940 року — командир 245-го піхотного полку. Учасник Французької кампанії і німецько-радянської війни. З 27 січня по 25 жовтня 1943 року — командир 68-ї піхотної дивізії, після чого знову переведений у резерв. З 10 грудня 1943 по 22 листопада 1944 року — командир 275-ї піхотної дивізії, після чого знову переведений у резерв. З березня 1945 року — знову командир 275-ї піхотної дивізії. 6 травня 1945 року взятий в полон британськими військами, згодом переданий американцям для роботи в історичному відділі армії США. В 1947 році звільнений, до 1970 року працював страховим агентом. Тривалий час очолював Баварське товариство ветеранів.

## Звання
- Фанен-юнкер (10 серпня 1914)
- Лейтенант (24 червня 1915) — патент від 15 листопада 1913 року.
- Гауптман (1 травня 1928)
- Майор (1935)
- Оберст-лейтенант (1 січня 1938)
- Оберст (1 листопада 1940)
- Генерал-майор (1 квітня 1943)
- Генерал-лейтенант (1 жовтня 1943)

## Нагороди
- Залізний хрест 2-го і 1-го класу
- Орден «За заслуги» (Баварія) 4-го класу з мечами
- Нагрудний знак «За поранення» в чорному
- Почесний хрест ветерана війни з мечами
- Пам'ятна військова медаль (Угорщина) з мечами
- Медаль за участь у Європейській війні (1915—1918) з мечами
- Медаль «За вислугу років у Вермахті» 4-го, 3-го, 2-го і 1-го класу (25 років)
- Медаль «У пам'ять 13 березня 1938 року»
- Медаль «У пам'ять 1 жовтня 1938» із застібкою «Празький град»
- Застібка до Залізного хреста 2-го і 1-го класу
- Штурмовий піхотний знак в сріблі
- Медаль «За зимову кампанію на Сході 1941/42»
- Німецький хрест в золоті (21 квітня 1943)
- Нагрудний знак «За поранення» в сріблі — за поранення, одержане 12 вересня 1944 року.
- Лицарський хрест Залізного хреста (16 жовтня 1944)